# Ciudad desaparecida
Las ciudades perdidas o ciudades desaparecidas a veces tuvieron una existencia real comprobada y otras, en cambio, solo pertenecen a la imaginación popular (al menos, mientras no se descubran físicamente).

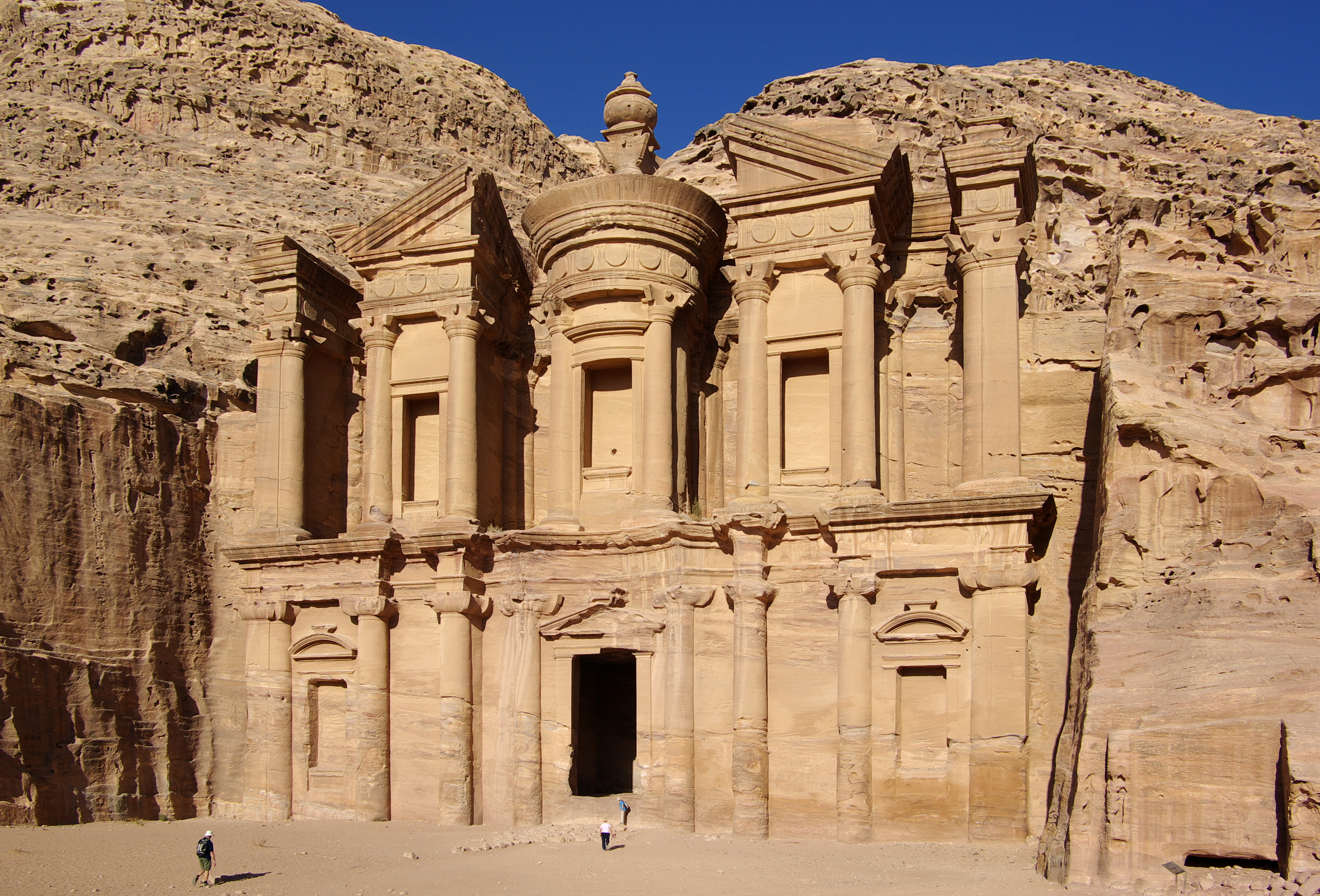
La ciudad de Petra.

Muchas de las ciudades perdidas eran áreas extensas, prósperas y abundantemente pobladas, que desaparecieron bruscamente, por acciones de la naturaleza o alguna guerra devastadora, o que declinaron progresivamente hasta desaparecer.
La mayoría de las ciudades perdidas conocidas han sido estudiadas intensamente por los científicos, principalmente arqueólogos. Los sitios urbanos abandonados de origen relativamente reciente se refieren generalmente como a ciudades fantasma.
Las ciudades perdidas pueden dividirse en tres amplias categorías:
- Aquellas cuya desaparición ha sido tan completa que ningún conocimiento de la ciudad existió hasta la época de su redescubrimiento y estudio.
- De las que se ha perdido su localización, pero cuya memoria se ha conservado en el contexto de mitos y de leyendas.
- De las que se ha conocido siempre su existencia y localización, pero que dejaron de estar habitadas durante un largo periodo.

La búsqueda de tales ciudades perdidas o desaparecidas por los aventureros europeos en América, África y en Asia suroriental a partir del siglo XV, dio como resultado el desarrollo de la ciencia de la arqueología.

## Ciudades perdidas por continente

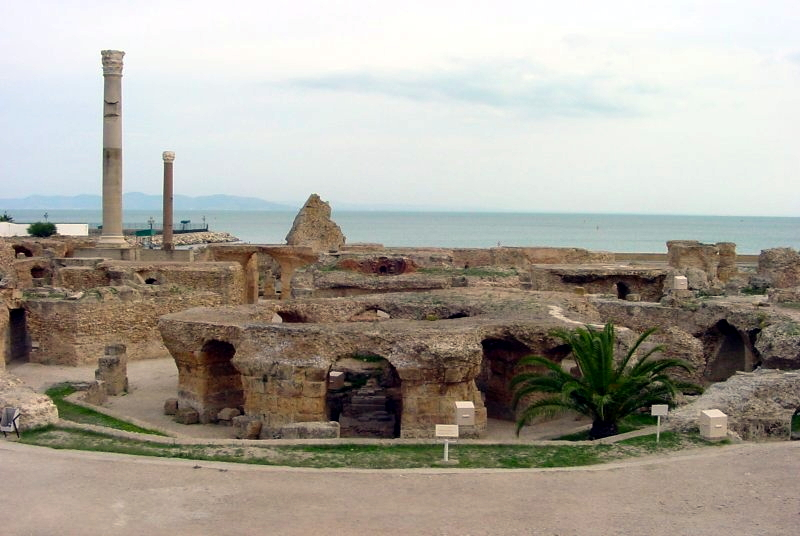
Ruinas de Cartago.

### África
- Ajetatón (Egipto): capital durante el reinado del faraón Ajenatón, de la Dinastía XVIII. Posteriormente abandonada y casi totalmente destruida. Actualmente Amarna.
- Audagost: rica ciudad bereber del imperio de Ghana, en la era medieval.
- Avaris, ciudad capital de Hicsos, en el Delta del Nilo.Arco del emperador romano Trajano en Timgad.

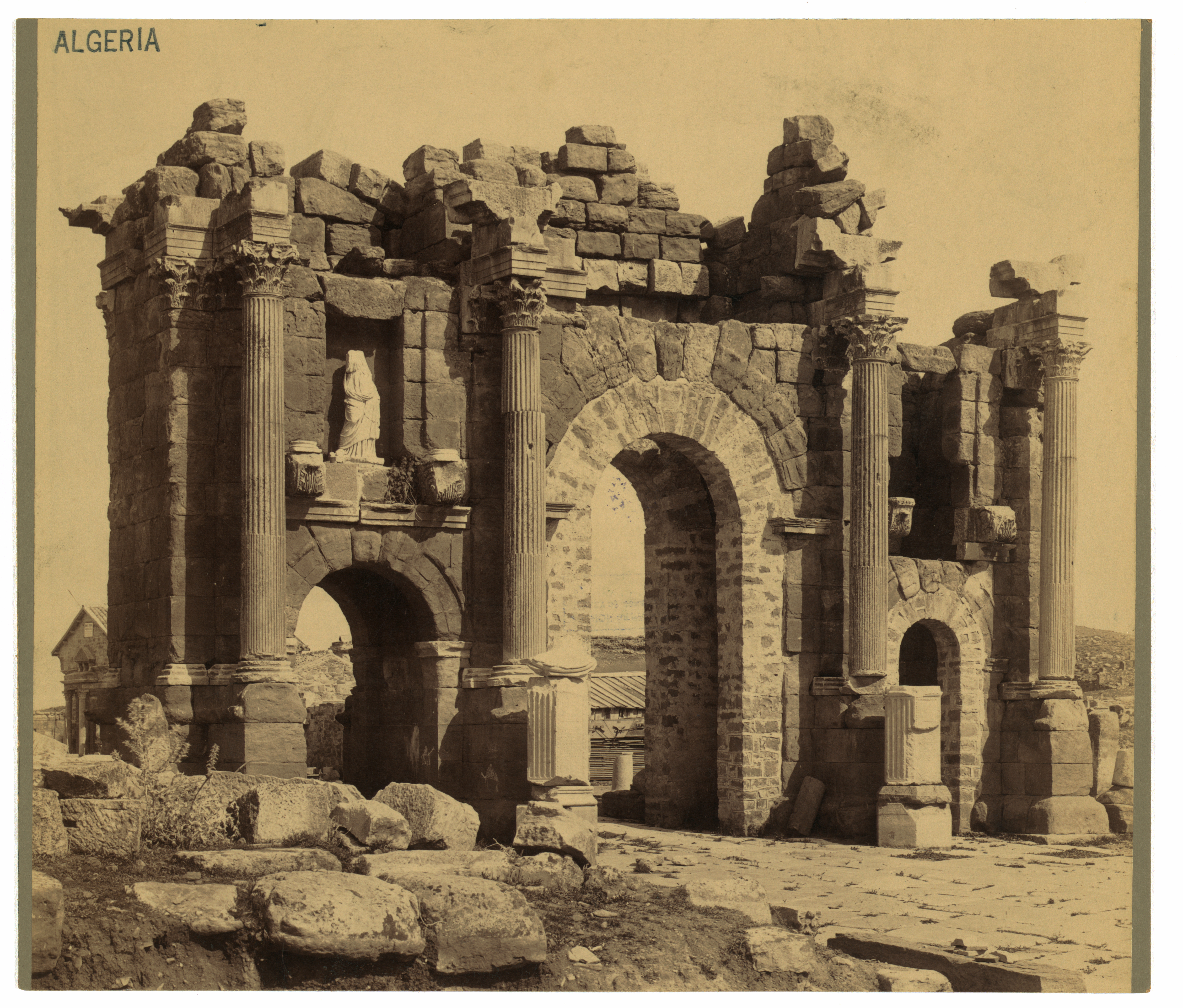
Arco del emperador romano Trajano en Timgad.

- Canopus (Egipto): localizada en el ahora ramal seco Canopico, un brazo del delta del Nilo, al este de Alejandría.
- Cartago (Túnez): inicialmente ciudad fenicia, destruida y reconstruida por los romanos.
- Dougga (Túnez): ciudad romana.
- Gran Zimbabue.
- Ity-tauy (Egipto): capital durante la Dinastía XII. Su localización exacta es aún desconocida, pero se supone que estaba cerca de la moderna ciudad de El Lisht.
- Leptis Magna (Libia): ciudad del Imperio romano.
- Menfis (Egipto): capital administrativa del antiguo Egipto. Poco queda de ella.
- Tanis (Egipto): capital durante las dinastías XXI y XXII, en la región del delta del Nilo.
- Timgad: ciudad romana fundada por el emperador Trajano alrededor del año 100 d. C., y que quedó cubierta por arena en el siglo VII.
- Zerzura: mítica ciudad perdida en algún lugar al oeste del Nilo, bien sea en Egipto o Libia, supuestamente un oasis en el desierto o una ciudad blanca como una paloma.
- Libertalia: mítica ciudad perdida en algún sector de Madagascar, fundada según la leyenda en algún momento del siglo XVII por Henry Avery, fue una utopía de la piratería.

### Asia

#### Este de Asia
- Shambhala (Tíbet): mítico reino o ciudad de tradición budista oculto en lo profundo del Himalaya.
- Yamatai (Manchuria).

#### Sureste de Asia
- Sukhothai.
- Ayutthaya.
- Angkor.

#### Sur de Asia
- Dwarka: antigua ciudad capital de Krishná, héroe del Majábharata, frente a la actual ciudad de Dwaraka (en Guyarat).
- Jarapa: antigua ciudad de la civilización del valle del Indo, en Panyab (Pakistán).
- Mojensho Daro: antigua ciudad de la cultura del valle del Indo, en Pakistán.
- Muziris.
- Poompuhar, en el sur de India.
- Takshila: en la frontera noroccidental (Pakistán).
- Viyaia Nágara.

#### Asia central
- Abaskun: puerto comercial medieval en el mar Caspio.
- Ani: capital medieval de Armenia.
- Niya: en el desierto de Taklamakán, en la antigua Ruta de la Seda.
- Loulan: localizada en el desierto de Taklamakán, en la antigua ruta de la seda.
- Subashi: en el desierto de Taklamakán, en la antigua Ruta de la Seda.
- Otrar: ciudad en la antigua Ruta de la Seda, muy importante en la historia de Asia Central.
- Karakórum: capital de Gengis Kan.
- Kunya-Urgench: capital de Corasmia.
- Mangazeia (Siberia).
- Montaña Turquesa: capital de Afganistán, destruida en 1220.

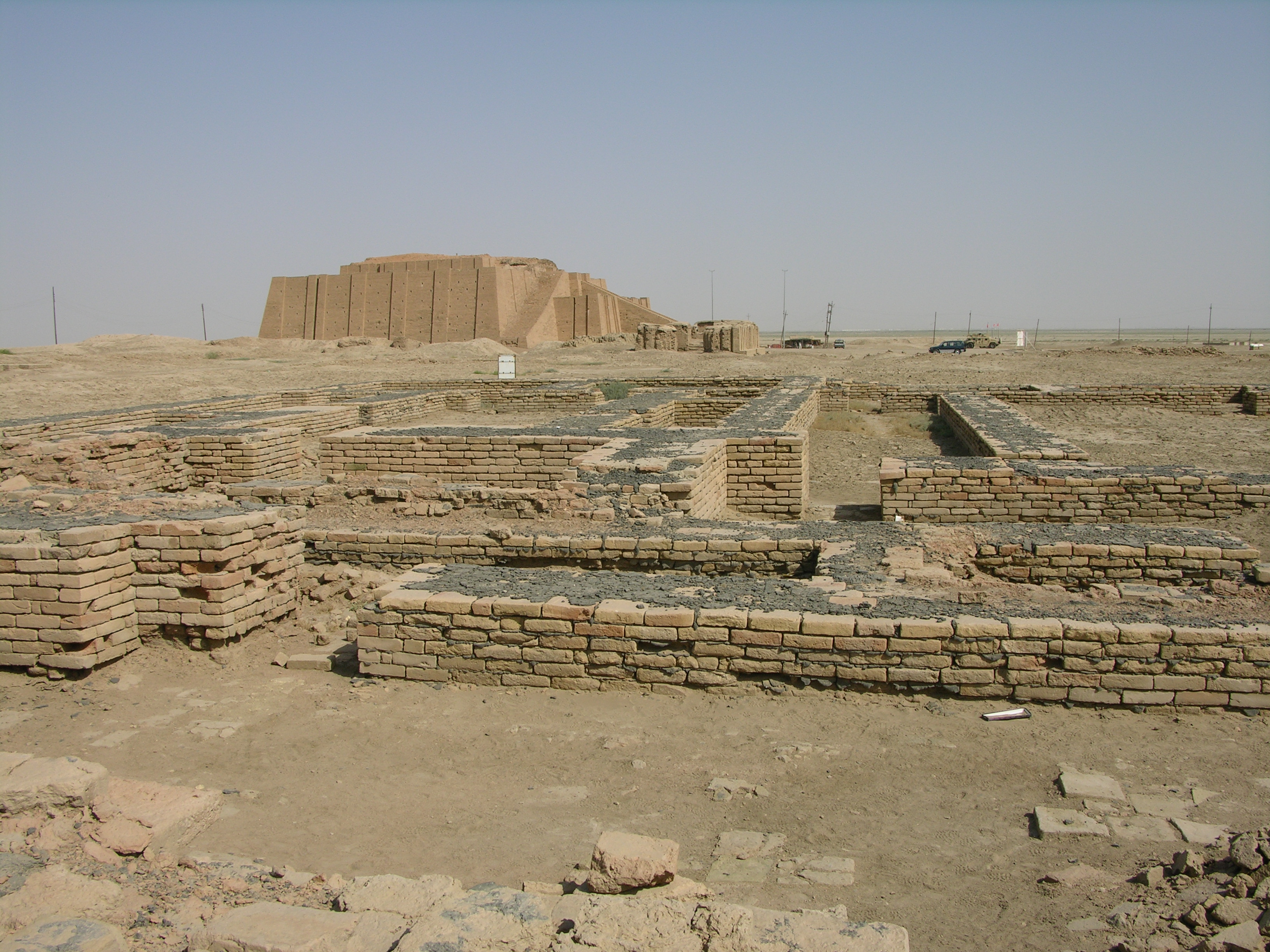
Restos de la ciudad de Ur, con el Zugurat de Ur-Nammu.

#### Oeste de Asia
- Akkad.
- Babilonia.
- Çatalhöyük (Turquía): una de las ciudades más antiguas del mundo; asentamiento neolítico localizado cerca de la moderna ciudad de Konya.
- Choga Zanbil.
- Ctesiphon.
- Iram de los Pilares: ciudad árabe.
- Curio (Chipre).
- Hattusa (Turquía): capital del Imperio hitita. Localizada cerca de la moderna villa de Boğazköy.
- Kish (Sumeria).
- Lagash.
- Nimrud: una de las antiguas capitales de Asiria. Sus ruinas fueron completamente destruidas por la organización terrorista Estado Islámico en 2015.
- Nínive.
- Palmira.
- Persépolis.
- Petra.
- Sardes.
- Sodoma y Gomorra.
- Troya.
- Ubar: ciudad mítica descrita en el Corán, supuestamente sepultada bajo las arenas del desierto Rub al'Jali.
- Ur.

### América del Sur

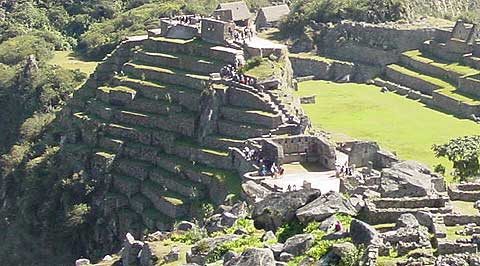
Machu Picchu. La «pirámide» de Intihuatana (en el Conjunto 5). En primer plano, la Plaza Sagrada y el Templo Principal.

#### Ciudades incaicas
- Machu Picchu: posible ciudad-palacio de la familia Pachacutec.
- Vilcabamba: actualmente, aunque en disputa al no concordar con los cronistas, se cree que es el complejo de Espíritu Pampa.
- Paititi: ciudad legendaria y refugio en la selva entre Perú, Bolivia y Brasil.
- Choquequirao: ciudadela incaica que se encuentra en investigación.

#### Otras
- Chan Chan.
- Tiahuanaco.
- Cahuachi.
- El Dorado, supuesta ciudad de oro que se encontraría en alguna parte de Colombia.
- Caral.
- Ciudad de los Césares.
- Santa María de la Antigua del Darién.
- Kuélap.
- Ciudad Perdida o Teyuna, en Colombia.
- Ciudad perdida del Manuscrito 512, en el estado de Bahía (Brasil).
- Ciudad perdida de Ingrejil: en el estado de Bahía (Brasil).
- Ciudad perdida de Z
- Yungay Áncash, Perú. Sepultada con más de 20 mil habitantes por un alud el 31 de mayo de 1970 luego de que un terremoto de 7.8 en la escala de Richter desprendiera una gran pared del nevado Huascarán (6.768 m s. n. m.).
- Zaña Lambayeque, Perú. Villa Santiago de Miraflores de Saña y en su momento llamada Nueva Sevilla, situada en el norte del aquel entonces Virreinato del Perú había sido fundada el 29 de noviembre de 1563 por el capitán Baltasar Rodríguez, en los siglos XVII al XIX fue la época de auge para la ciudad, llegando a convertirse en una urbe de igual nivel que sus vecinas, Piura y Trujillo,el año del abandono exacto de la ciudad es hasta el día de hoy es desconocido, pero la fecha más viable es 1720, ya que en ese año se vivió uno de los peores Fenómeno del Niño vividos en la historia. Sin embargo, no se ha encontrado evidencias de ningún documento verídico del dicho desalojo de la zona, en la actualidad, hay un distrito homónimo con poco más de 10 mil habirantes está ubicado a menos de 1 kilómetro de las ruinas, cuyas edificaciones probablementente hallan sido parte de la plaza de armas de la ciudad, y de dicha localidad sucesora se pudo extraer la mayor la información que se posee de esta ciudad ya inexistente
- Ciudad de Esteco, en Salta (Argentina).
- Ciudad del Rey Felipe y Ciudad del Nombre de Jesús, ciudades españolas fundadas en el estrecho de Magallanes a fines del siglo XVI y cuyos habitantes murieron de hambre. Los restos de la segunda se encontraron en la década del 2000.
- Nueva Cádiz, en Venezuela. Primera ciudad fundada por europeos en Venezuela.
- Niebla, en Chile la ciudad antigua de Niebla se hundió en el río Calle-Calle durante el terremoto y tsunami de valdivia de 1960, parte de la ciudad se reconstruyó en la zona alta donde estaba la misma mientras al mismo tiempo se ampliaba hacia zonas aún más altas.
- Chaiten, después de la erupción volcánica del volcán del mismo nombre, el poblado de chaiten quedó abandonado entre el 2008 y el 2010, aunque al año 2022 su población aún no alcanza el 50% que tenía antes de la erupción.
- Brouwershaven, ciudad neerlandesa fundada en 1643 en Chile sobre las ruinas de la antigua Valdivia. Fue abandonada y los españoles refundaron la ciudad de Valdivia en 1645.

### América del norte

#### México y América Central

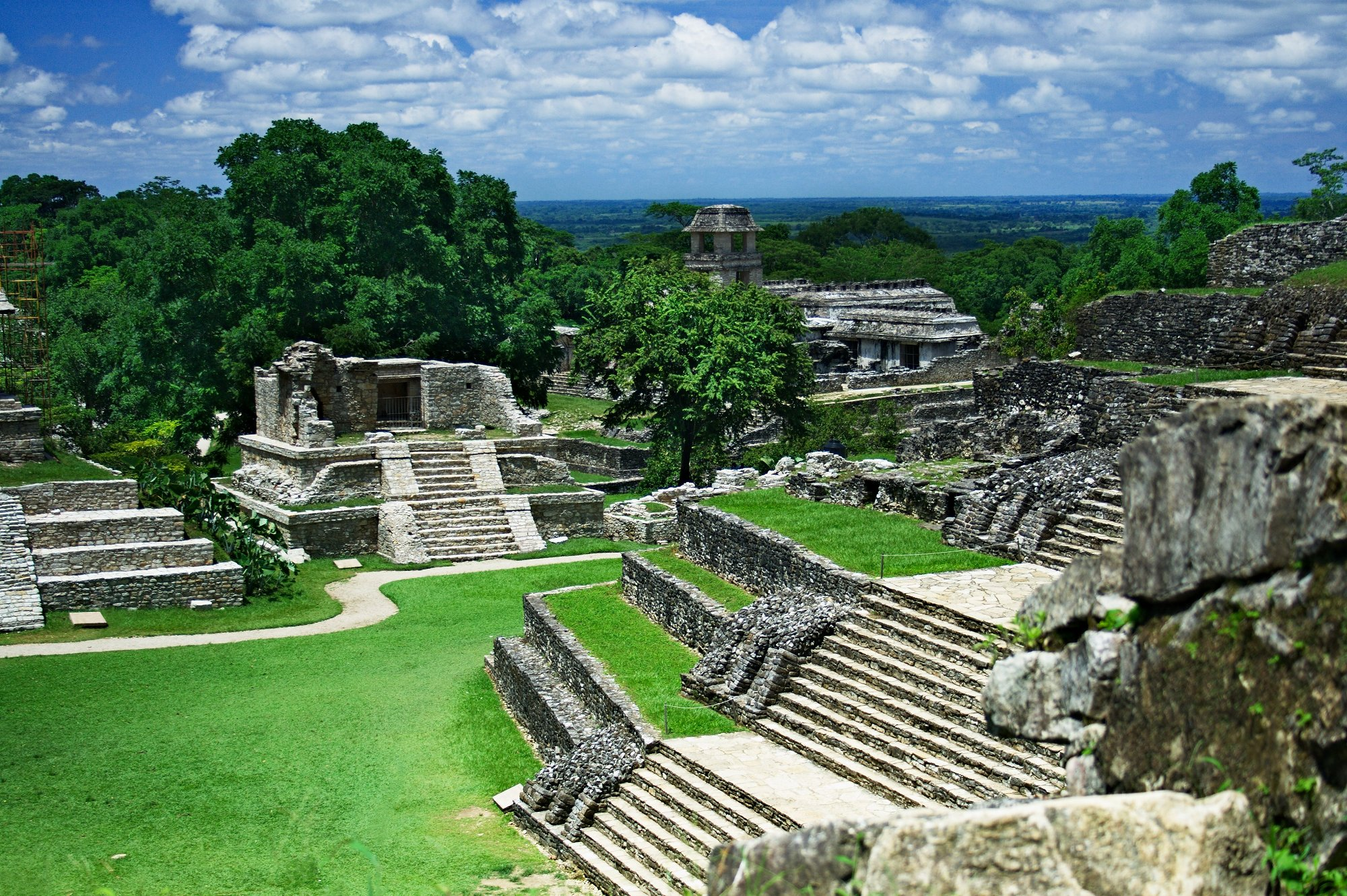
Palenque.

##### Ciudades mayas
- Chichén Itzá: antiguo lugar de peregrinación, aún hoy el centro maya más visitado.
- Copán (Honduras).
- Calakmul: uno de los dos poderes en el periodo clásico de la civilización maya.
- Coba.
- Naachtun.
- Palenque (Chiapas), conocido por su bello arte y arquitectura.
- Tikal: el segundo poder en el periodo clásico de la civilización maya.

##### Ciudades olmecas
- La Venta (estado mexicano de Tabasco).
- San Lorenzo Tenochtitlán (estado mexicano de Veracruz).

#### Estados Unidos
- Las ciudades del Pueblo Ancestral (de la cultura anasazi), localizado en Four Corners, región del suroeste de EE. UU.: las mejor conocidas están localizadas en el cañón Chaco y en Mesa Verde.
- Cahokia: localizada cerca de la actual St. Louis (Misuri).
- Kennett (California).
- Kane (Wyoming).
- Ciudades y condados perdidos de Virginia.
- Colonia de Roanoke: una de las primeras colonias de América, fue abandonada misteriosamente y solo quedó la palabra Croatoan tallada en un tronco.
- Pattenville (Nuevo Hampshire).
- Pueblo Grande de Nevada.
- Langville (Montana).

#### Canadá
- L'Anse aux Meadows: asentamiento vikingo fundado alrededor del año 1000.

#### Otras
- Aztlán: el antiguo hogar de los aztecas.
- Izapa: principal ciudad de la cultura izapa.
- Teotihuacán: actual municipio de Teotihuacán, Estado de México. Antigua capital de los teotihuacanos.

### Europa

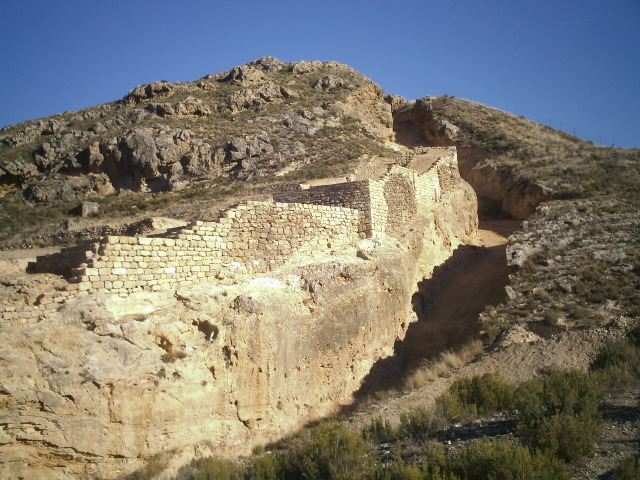
Contrebia Leucade, ciudad celtíbera.

- Akrotiri: en la isla de Thera (Grecia).
- Atil, Tmutarakan, Sarai Berke: Capitales de los jázaros.
- Birka (Suecia).
- Biskupin (Polonia).
- Calleva Atrebatum (Silchester, Inglaterra): gran ciudad fortificada romano-británica, 10 millas al sur de la ciudad actual. Solo queda la muralla.
- Campamento fortificado de Atila (Rumanía): probablemente las grandes ruinas en Saden (Zsadany, Jadani, ahora Cornesti -jud. Timis) de, o por la que, la tribu Hun, Sadagariem tomó o dio su nombre.
- Contrebia Leucade (España).
- Chryse, isla en el mar Egeo, reputado lugar de un antiguo templo aún visible sobre el lecho marino.
- Damasia (Alemania): pueblo hundido en el Ammersee.
- Dunwich (Inglaterra): pueblo perdido por la erosión costera.
- Hedeby (Alemania).
- Helike (Peloponeso griego): pueblo hundidopor un terremoto en el siglo IV a. C. y redescubierta en los años noventa.
- Julióbriga (España): ciudad capital romana del territorio de los cántabros. Abandonada en el siglo III, la mayor parte permanece hoy sin excavar.
- Javierto: ciudad descrita por Plinio como lugar de origen del ámbar y habitada por los capichones, seres míticos de un solo ojo. Tomada por leyenda hasta que fue descubierta a mediados del siglo XIX por Uwe Müller junto a abundantes restos de la producción de ámbar.
- Kaupang (Noruega): ciudad comercial en Viksfjord, cerca de Larvik, cerca del Oslo Fjord en la era vikinga. Fue cubierta por el nivel del mar debido al calentamiento global del año 1000. (La costa hoy es 7 metros más baja).
- Kitezh (Rusia): legendaria ciudad bajo el agua que supuestamente se puede ver cuando hay buenas condiciones climáticas.Templo del dios Poseidón, en Paestum.

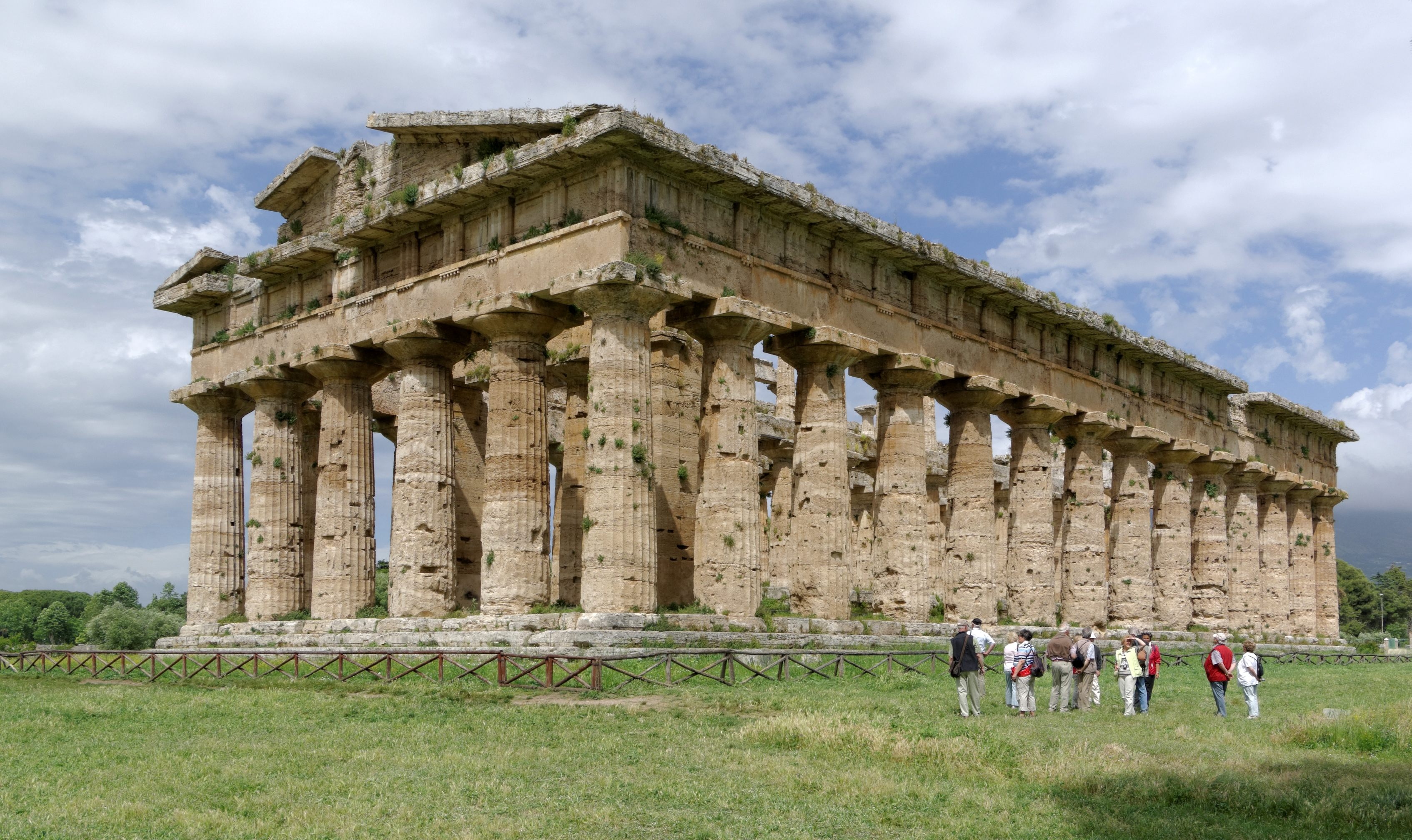
Templo del dios Poseidón, en Paestum.

- Laminio, en España. Existen fuertes controversias sobre su ubicación.
- La Rosa: ciudad que aparece mencionada en documentos antiguos de la Corona de Aragón y en la tradición oral designa a un núcleo muy rico y próspero anterior a la Edad Media, su ubicación geográfica se sitúa en algún punto de los sexmos del Valcorba, Hontalbilla y Cuellar.
- Niedam, próxima a Rungholt.
- Numancia (España): ciudad celtíbero-romana, situada sobre el cerro de la Muela de Garray (en Soria), donde se situaron asentamientos desde el III milenio a. C. hasta el siglo VI d. C. (posteriores a su destrucción). Tras muchos conflictos con Roma, tuvo que rendirse dejando atrás más de nueve meses de asedio y en el 133 a. C. fue tomada definitivamente por Publio Cornelio Escipión Emiliano.
- Ny Varberg (Suecia).
- Old Sarum (Inglaterra: su población fue trasladada cerca de Salisbury.
- Paestum: ciudad grecorromana al sur de Nápoles, abandonada después de un ataque de piratas árabes. Tenía tres afamados templos.
- Pompeya y Herculano (Italia): pueblos enterrados por la erupción del volcán Vesubio en el año 79 y redescubiertos en el siglo XVIII.
- Roxburgh (Escocia): pueblo abandonado en el siglo XV.
- Rungholt: pueblo hundido en el mar.
- Wadden (Alemania).
- Saeftinghe (Holanda): próspera ciudad cubierta por el mar en 1584.
- Selsey (Inglaterra): abandonada debido a la erosión costera después de 1043.
- Skara Brae (Escocia): asentamiento neolítico enterrado bajo sedimentos. Descubierto por una tormenta de viento en 1850.
- Sybaris (Italia): antigua y rica ciudad colonial griega destruida por gran rival Crotona en el 510 a. C.
- Tartessos (España).
- Teljä (Finlandia).
- Trellech, Gales, Reino Unido.
- Tule (mitología) (Escandinavia)
- Uppåkra, Suecia.
- Urcesa, España. Aunque se estima, a grandes rasgos donde pudo estar ubicada, no se ha podido reducir geográficamente a ningún lugar conocido hoy.
- Vineta: legendaria ciudad en algún lugar del mar Báltico, en la costa de Alemania o de Polonia.
- Winchelsea (Sussex, Reino Unido): importante canal portuario abandonado después de 1287, por inundaciones y por la erosión de la costa. La moderna Winchelsea —construida por órdenes del rey Eduardo I— está unos 3 km tierra adentro.
- Ys (Francia): legendario pueblo en la costa oeste.

### Océano Atlántico
- Atlántida.

### Otros
- Kumari Kandam.
- Lemuria.
- Continente de Mu.